# Сирило, Ярислейдис
Ярислейдис Сирило (исп. Yarisleidis Cirilo Duboys; род. 10 мая 2002, Гуантанамо) — кубинская гребчиха-каноистка, бронзовый призёр летних Олимпийских игр 2024 года, двукратная чемпионка мира, чемпионка Панамериканских игр 2023 года. Участница летних Олимпийских игр 2020 и 2024 годов.

## Биография
Ярислейдис Сирило родилась 10 мая 2002 года в Гуантанамо на Кубе.
В 2021 году приняла участие в соревнованиях на летних Олимпийских играх в Токио. В каноэ-одиночках на дистанции 200 метров стала двенадцатой. В каноэ-двойках на дистанции 500 метров участвовала в финале А и заняла итоговое шестое место.
На чемпионате мира в Канаде в 2022 году стала чемпионкой мира на дистанции 200 метров в каноэ-двойках.
В 2023 году на чемпионате мира в Дуйсбурге завоевала ещё подин титул, став чемпионкой в каноэ-одиночках на дистанции 200 метров.
На летних Олимпийских играх 2024 года в Париже, Сирило в каноэ-одиночках на дистанции 200 метров завоевала олимпийскую бронзу. В каноэ-двойках на дистанции 500 метров кубинская пара стала только восьмой.